# Interiérový design

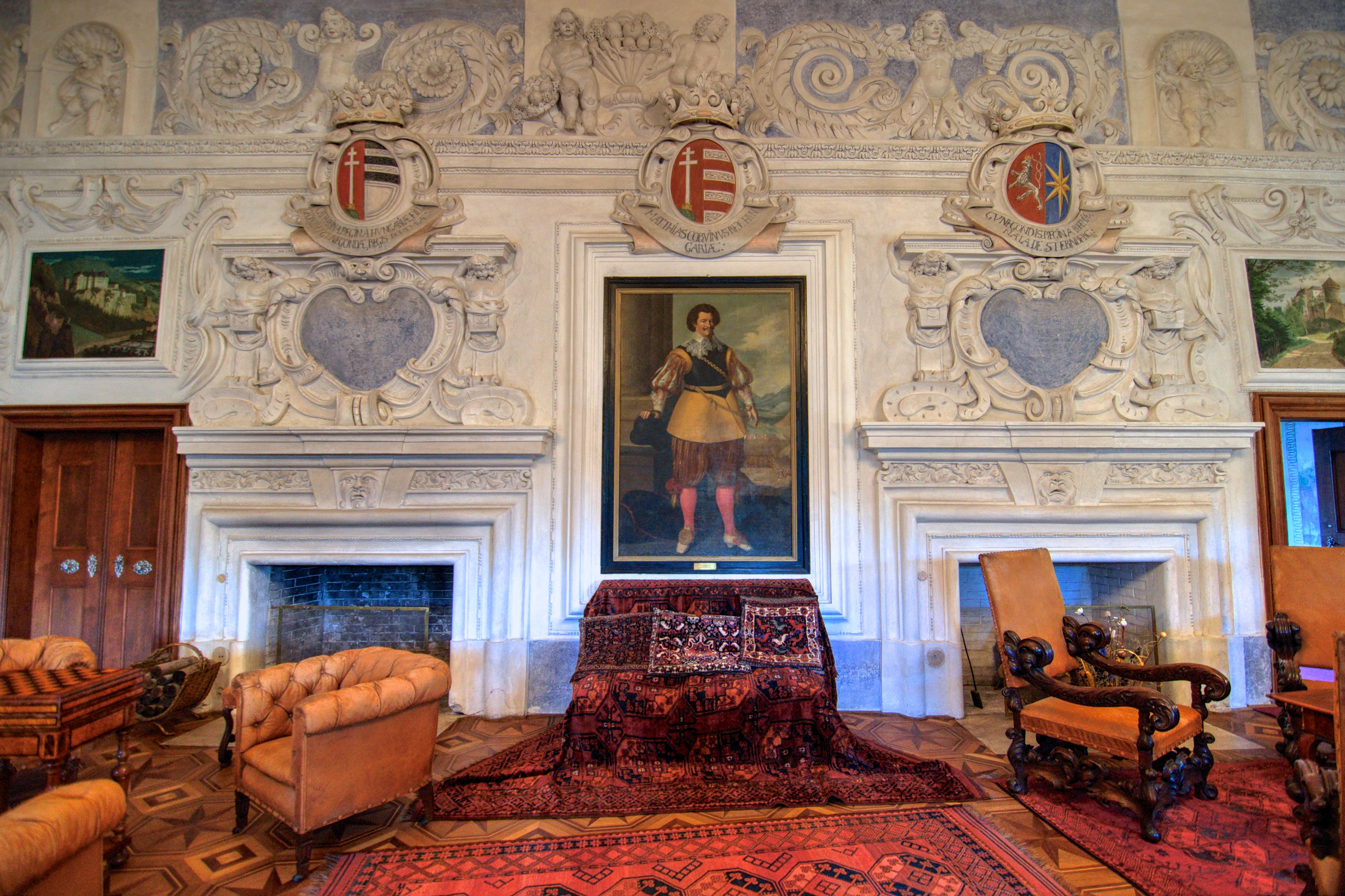
Interiér Rytířského sálu na hradě Český Šternberk

Interiérový design bytové architektury řeší především vnitřní uspořádání domu, či bytu z praktického, ale i estetického, výtvarného hlediska. Ideálně by měl navazovat na celkovou architekturu stavby, sledovat určitý koncept a odpovídat životnímu stylu uživatele. Je kladen důraz na propojení funkčnosti i estetických požadavků interiéru s exteriérem a s celkovým konceptem domu.

## Historie
Interiérovým designem se zabývali již stavitelé a architekti zejména v období baroka, klasicismu či secesi (biedermeier), kde navíc docházelo k promyšlenému uměleckému ztvárnění. V ideálním případě se vzhledem a funkčností interiéru zabývá samotný tvůrce celé stavby, tedy architekt, který by měl nejlépe zvládnout jeho řešení. Tento přístup prosazovali zejména architekti moderny a avantgardy – Ludwig Mies van der Rohe, Walter Gropius, Le Corbusier.

## Charakteristika
Interiérový design se zabývá výběrem a uspořádáním vnitřního vybavení budov s ohledem na využití prostoru.Zahrnuje volbu podlah, schodišť,oken,vestavěných prvků a mobiliáře a pracuje s jejich materiálovým a barevným potenciálem. V některých případech může zasahovat do dispozičního řešení interiéru. To vše pro vytvoření ideálního životního prostředí uživatelů.
Obor se rovněž zabývá možnostmi moderního osvětlení či ozvučení, ovládání elektronických zařízení, vytváří různé atmosféry a podmínky k práci, či odpočinku. Může se zabývat i atypickými designovými prvky a nestandardním řešením různých problémů, dle možností a požadavků uživatele i návrháře. Celý prostor by měl dávat smysl a splňovat dané požadavky uživatele. Interiérový design by se měl zabývat i výběrem kvalitních uměleckých děl (obrazů, plastik), které celkový koncept završují a doplňků.

## Interiérový designér
Interiérový designér vysvětluje, že ve srovnání se zdobením interiérů je kladen větší důraz na plánování, funkční design a efektivní využití prostoru. Snaží se řešit v designu projekty, které zahrnují základní uspořádání prostorů v budově, stejně jako projekty, které vyžadují pochopení technických problémů, jako je umístění oken a dveří, akustika a osvětlení. Ačkoli může designér vytvořit dispozici prostoru, nesmí měnit nosné stěny, aniž by jejich návrhy byly opatřeny razítkem ke schválení statikem. Designéři interiérů spolupracují přímo s architekty, inženýry a dodavateli.
Designéři musí být vysoce kvalifikovaní, aby mohli vytvářet prostředí interiéru, které je funkční, bezpečné a musí splňovat stavební předpisy a požadavky ADA. Soustředí se kolem barevných palet a vybavení a aplikují své znalosti na vývoj stavebních dokumentů, zatížení osob, předpisů v oblasti zdravotní péče a zásad udržitelného designu, jakož i na správu a koordinaci profesionálních služeb, včetně mechanických, elektrických, instalatérských a životních bezpečnost - vše k zajištění toho, aby lidé mohli žít, učit se nebo pracovat v neškodném prostředí, které je také esteticky příjemné.
Někdo může chtít specializovat a rozvíjet technické znalosti specifické pro jednu oblast nebo typ interiérového designu, jako je bytový design, komerční design, design pohostinství, design zdravotní péče, univerzální design, design výstavy, design nábytku a prostorové značky. Interiérový design je kreativní profese, která je relativně nová, neustále se vyvíjí a pro veřejnost je často matoucí. Není to umělecké úsilí a spoléhá na výzkum z mnoha oborů, aby poskytl dobře vyškolené porozumění tomu, jak jsou lidé ovlivňováni jejich prostředím.
Dnešní návrháři interiérů pracují s vizualizací a dále počítačovou 3D grafikou, které velmi dobře vystihují celkové pojednání prostoru i jeho atmosféru.